# Parlamento Tibetano en el Exilio
El Parlamento Tibetano en el Exilio o Parlamento de la Administración Central Tibetana es la rama legislativa unicameral del gobierno tibetano en el exilio. Tiene su sede en Dharamsala, India, donde se localiza la sede política del exilio tibetano y es electa por todos los refugiados tibetanos viviendo en el exterior mayores de 18 años y cualquier tibetano mayor de 25 años puede ser candidato al Parlamento. Está conformada por 44 miembros; 10 representantes de las regiones tradicionales de Tíbet; U-Tsang, Amdo y Kham, dos representantes de las cuatro escuelas tradicionales del budismo tibetano y del chamanismo Bön, así como representantes de las comunidades en el exilio en Europa, América y Oceanía. 
El Parlamento sesiona dos veces al año, con una sesión cada seis meses y se convoca a elecciones cada cinco años. Cuando no sesiona entra en funcionamiento un Comité Permanente de once miembros que maneja el día a día del Parlamento. El Parlamento también elige al Primer Ministro Tibetano en el Exilio y a los ministros del gabinete.
Además existen parlamentos locales para los distintos asentamientos tibetanos en la diáspora que tenga un número superior a las 160 personas. 

## Miembros
| Miembros | Representación    |
| --- | ----------------- |
| 1. Lopon Khenpo Sonam Tenphel 2. Khenpo Jampel Tenzin | Nyingma           |
| 1. Ven. Kunga Sotop 2. Ven. Tenpa Yarphel | Kagyu             |
| 1. Lopon Thupten Gyaltsen 2. Khenpo Kadrak Ngodup Sonam | Sakya             |
| 1. Gowo Lobsang Phende 2. Ven. Atuk Tseten | Gelug             |
| 1. Ven. Geshe Monlam Tharchin 2. Bara Tsewang Tashi | Bön               |
| 1. Tenzin Dhardon Sharling 2. Dhondup Tashi 3. Acharya Yeshi Phuntsok 4. Dolma Tsering 5. Pema Jungney 6. Namgyal Dolkar Lhagyari 7. Samten Choedon 8. Dawa Phunkyi 9. Dawa Tsering 10. Migyur Dorjee | Ü-Tsang           |
| 1. Kunchok Choedon Juchen 2. Yangchen Dolkar 3.Serta Tsultrim 4. Dorjee Tsetan 5. Youdon Aukatsang 6. Kunchok Yarphel 7.Pema Delek 8. Lobsang Dakpa 9. Ngawang Tharpa 10. Lobsang Yeshi               | Do-Toe            |
| 1. Thupten Lungrik 2. Tashi Dhondup 3. Tsering Lhamo 4. Yeshi Dolma 5. Gyarik Thar 6. Lobsang Choejor 7. Dhondup Tashi 8. Dratsa Sonam Norbu 9. Karma Gelek 10. Tsering Youdon                        | Do-Mey            |
| 1. Ven. Thubten Wangchen 2. Samdho Jampa Tsering | Europa            |
| 1. Pema Chakzoetsang 2. Tsewang Rigzin | América del Norte |
| 1. Kyinzom Dhondue | Australasia       |